# 濱中彩恵
濱中 彩恵（はまなか あやえ 1982年4月13日- ）は、日本の元チアリーダー。明星大学理工学部出身。血液型はB型。

## 経歴
Xリーグ「オンワード・スカイラークス」で3年間チアリーダーを務めた後、2008年に2度目の挑戦でNFLのタンパベイ・バッカニアーズチアリーダーに合格、小島智子に次いで同チーム2人目の日本人チアリーダーとなった。
2009年12月24日に渋谷WOMBで開催された「BRILLIANT Xmas SPECIAL -HOUSE DANCE FESTIVAL 2009-」では、安田愛、亀村和代、須長順子と共にチア・パフォーマンスを行っている。
2014年現在は東京都中野区にあるダンススクール「Dance Move!!」にインストラクターとして勤務している。